# Фурмановка (Саратовская область)
Фурма́новка — село в Марксовском районе Саратовской области, входящий в состав Приволжского муниципального образования. Бывшая немецкая колония. Прежние названия Липов-Кут, Альт-Урбах.

## История
Липов-Кут была немецкой колонией при реке Большой Караман, Тонкошуровской волости, Новоузенского уезда, Самарской губернии, в 340 верстах от Самары, в 35 верстах от Саратова и в 161 версте от уездного города. Расстояние до ближайшей ж/д станции Нахой — 32 верста. Населена колонистами немцами, лютеранами, имеющий лютеранскую церковь, молитвенный дом, земскую и церковную школы, 7 ветряных мельниц. Колония основана 13 июня 1766 года вызывателем Леруа. По сведениям же Клауса (наши колонии) поселена между 1764- 66 гг. По указу от 26 февраля 1768 года о переименовании немецких колоний получила название Липов Кут. По ведомости колоний иностранных поселенцев, состоящих в ведении Министерства Государственных Имуществ, колония Липов-Кут принадлежала к Тонкошуровскому округу Новоузенского уезда, будучи наделена по 8-й ревизии 1834 г. по 15 десятин на душу, по планам генерального межевания надельной земли удобной показано 3412 десятин, что составляло по 10-й ревизии. В 1857 году на 628 душ мужского пола около 5,3 десятин на душу. Движение числа семейств и душ мужского и женского пола по ревизиям ведомости, составленной в 1859 году, следующее: по 5-й ревизии 1788 г. — 20 семейств, 51 душ мужского пола, 55 женского пола; по 6-й ревизии 1798 г. — 30 семейств, 99 душ мужского пола, 99 женского пола; по 7-й ревизии 1816 года — 45 семейств, 174 душ мужского пола, 166 женского пола; по 8-й ревизии 1834 г. — 73 семейств, 321 душ мужского пола, 304 женского пола; по 9-й ревизии 1850 г. — 107 семейств, 492 душ мужского пола, 479 женского пола; по 10-й ревизии 1857 года — 142 семейств, 628 душ мужского пола, 602 женского пола.
По сведениям Самарского Губернского Статистического Комитета в колонии в 1910 года насчитывалось 340 дворов с числом жителей 2869 душ общего пола, в том числе душ мужского пола — 1413, женского пола — 1456. Количество надельной земли: удобной — 5495 десятин, неудобной — 1094 десятин.
После образования Трудовой Коммуны (автономной области) немцев Поволжья село Урбах — административный центр Урбахского сельского совета Тонкошуровкого кантона. С 1922 года, после образования Красноярского кантона, и до ликвидации АССР НП в 1941 году село относилось к Красноярскому кантону республики немцев Поволжья. По переписи населения 1926 года село насчитывало 353 домохозяйства с населением 1856 человек (913 мужского пола, 943 женского пола), в том числе немецкое население — 1841 человек (898 мужского пола, 943 женского пола), домохозяйств — 351.

## Население
Динамика численности населения
| 1769 | 1773 | 1788 | 1798 | 1816 | 1834 | 1850 | 1859 | 1889 | 1897 | 1905 | 1910 | 1920 | 1922 | 1926 | 1931 |
| ---- | ---- | ---- | ---- | ---- | ---- | ---- | ---- | ---- | ---- | ---- | ---- | ---- | ---- | ---- | ---- |
| 151  | 187  | 106  | 198  | 340  | 625  | 971  | 1275 | 1738 | 1769 | 2728 | 2869 | 2364 | 1831 | 1856 | 2134 |

В 1931 году 100 % населения села составляли немцы
| 2002 | 2010 |
| ---- | ---- |
| 268  | ↗278 |